# José Carlos da Silva Júnior
José Carlos da Silva Júnior (Campina Grande, 16 de junho de 1926 — São Paulo, 5 de março de 2021) foi um político e empresário brasileiro. Como político, foi senador pelo PDS (1996 a 1999) e ex-vice-governador da Paraíba (de 1983 a 1986). Já como empresário, foi diretor-presidente do Grupo São Braz e da Rede Paraíba de Comunicação, além de possuir investimentos no setor de revenda de automóveis. Sua carreira inclui o posto de direção na Federação das Indústrias do Estado da Paraíba; da Associação Comercial de Campina Grande e também presidente da Associação Brasileira da Indústria de Café, mais conhecida pela sigla ABIC.